# Знак Карпатського корпусу
Знак Карпатського корпусу (нім. Karpatenkorps-Abzeichen) або Карпатський знак (нім. Karpaten-Abzeichen)— пам'ятна відзнака німецької і австро-угорської армій у Першу світову війну.

## Історія
Знак був заснований австрійським імператором Карлом I 17 грудня 1916 року як спеціальна відзнака для австро-угорських військ. 1 лютого 1917 року баварський король Людвіг III затвердив знак як пам'ятну відзнаку для німецьких військ.

## Опис
Знак виконаний у вигляді оленячих рогів з двома ялинковими гілками. Між рогами — меч і вигнутий напис «Карпатський корпус» (нім. Karpatenkorps). Знак для офіцерів виготовлявся з суцільного срібла, для рядових і унтер-офіцерів — з штампованого алюмінію.
Знак носили на кашкеті між кокардами.

## Умови нагородження
Знак отримували бійці Карпатського корпусу, а також солдати, які брали участь у боях в Карпатах протягом двох місяців в період з серпня 1916 по липень 1917 року.